# UAV Navigation
UAV Navigation es una compañía española que diseña y fabrica soluciones de guiado, navegación y control para Vehículo aéreo no tripulado. La compañía fue fundada en 2004 convirtiéndose en el fabricante de pilotos automáticos español con más experiencia. Las oficinas de UAV Navigation se encuentran en Madrid, la capital de España. La empresa desarrolla soluciones de control de vuelo para helicópteros, aviones y VTOLs UAVs. Además, la empresa diseña y fabrica sistemas de referencia de actitud y rumbo (AHRS). 
La empresa logró un importante hito en la aviación española al ser la primera compañía en llevar a cabo un vuelo más allá de línea de vista en España.

## Productos
UAV Navigation desarrolla todos los componentes necesarios para llevar a cabo una operación autónoma con sistemas aéreos no tripulados, desde el software de control de la estación de control de tierra, llamado Visionair, a los componentes a bordo.
Entre estos componentes a bordo destacamos tanto los autopilotos para sistemas no tripulados como los AHRS que pueden ser usados en aviación no tripulada y en tareas de apuntamiento y estabilización.
- Familia de autopilotos VECTOR

UAV Navigation diseña la familia de autopilotos denominada VECTOR. Dentro de esta familia encontramos el VECTOR-400 y el VECTOR-600. El VECTOR-400, un autopiloto diseñado especialmente para blancos aéreos no tripulados y el VECTOR-600, el autopiloto más avanzado de la firma y que puede ser usado en helicópteros, aviones, VTOLs UAVs y también en blancos aéreos avanzados.
- Familia de AHRS POLAR

La familia de AHRS de UAV Navigation se denomina POLAR. La familia POLAR incluye el POLAR-300 y el POLAR-500. Ambos sistemas pueden ser usados en aviación no tripulada y también en tareas de apuntamiento.
El POLAR AHRS, incluido en los autopilotos VECTOR, es capaz de volar sin señal GNSS/navegación por estima, usando sensores inerciales.
Otros proyectos que pueden ser destacados son el desarrollo de una maniobra de autorotación completamente automática para plataformas de ala rotatoria, vuelo a baja altitud y alta velocidad para blancos aéreos y su proyecto de I+D, Sistema de Navegación Visual.
Además, la compañía anunció recientemente su acuerdo con la firma también española Tecnobit para fortalecer la contribución española en el proyecto del Futuro Sistema Aéreo de Combate (FCAS).
En 2021, la compañía fue adquirida por el Grupo Oesía.